# نغين شهر
نغين شهر (بالفارسية: نگین‌شهر) هي مدينة تقع في إيران في Cheshmeh Saran District. يقدر عدد سكانها بـ 7,639 نسمة .